# Amedeo Girard
Amedeo Girard (Napoli, 14 febbraio 1893 – Napoli, 12 febbraio 1972) è stato un attore italiano.

## Biografia
Attivo in teatro, al cinema e in televisione, è stato un grande caratterista che ha collaborato con personaggi del calibro di Federico Fellini, Eduardo De Filippo e Totò. Alcune volte è stato accreditato come Amedeo Girardi.

## Filmografia
- Legge di sangue, regia di Luigi Capuano (1947)
- Monaca santa, regia di Guido Brignone (1948)
- La strada finisce sul fiume, regia di Luigi Capuano (1950)
- Le due sorelle, regia di Mario Volpe (1950)
- Un ladro in paradiso, regia di Domenico Paolella (1951)
- Totò a colori, regia di Steno (1952)
- Totò e i re di Roma, regia di Steno e Monicelli (1952)
- Ergastolo, regia di Luigi Capuano (1952)
- Un turco napoletano, regia di Mario Mattoli (1953)
- Tarantella napoletana, regia di Camillo Mastrocinque (1953)
- La domenica della buona gente, regia di Anton Giulio Majano (1954)
- Napoli è sempre Napoli, regia di Armando Fizzarotti (1954)
- Il medico dei pazzi, regia di Mario Mattoli (1954)
- Il paese dei campanelli, regia di Jean Boyer (1954)
- Due notti con Cleopatra, regia di Mario Mattoli (1954)
- Milanesi a Napoli, regia di Enzo Di Gianni (1954)
- Ballata tragica, regia di Luigi Capuano (1955)
- Totò all'inferno, regia di Camillo Mastrocinque (1955)
- Lo svitato, regia di Carlo Lizzani (1956)
- I giorni più belli, regia di Mario Mattoli (1956)
- Guaglione, regia di Giorgio Simonelli (1956)
- Kean: genio e sregolatezza, regia di Vittorio Gassman (1956)
- Totò lascia o raddoppia?, regia di Camillo Mastrocinque (1956)
- Le notti di Cabiria, regia di Federico Fellini (1957)
- Cerasella, regia di Raffaello Matarazzo (1959)
- L'ultimo scugnizzo, regia di Vittorio Viviani (1960)
- Viva l'Italia, regia di Roberto Rossellini (1961)
- Totòtruffa 62, regia di Camillo Mastrocinque (1961)
- I briganti italiani, regia di Mario Camerini (1961)
- Boccaccio '70, regia di Federico Fellini, Luchino Visconti, Mario Monicelli e Vittorio De Sica (1962)
- L'idea fissa, regia di Gianni Puccini (1964)
- Il segno del comando, regia di Daniele D'Anza - sceneggiato tv (1971)

## Prosa televisiva Rai
- 'O Presidente, regia di Nino Taranto, trasmessa il 20 aprile 1956.
- Caviale e lenticchie, regia di Nino Taranto, trasmessa l'11 marzo 1960.
- Morte di carnevale, regia di Vittorio Viviani, trasmessa il 24 aprile 1960.
- I papà nascono negli armadi, regia di Eros Macchi, trasmessa il 7 ottobre 1965.